# 14965 Bonk
14965 Bonk eller 1997 KC är en asteroid i huvudbältet som upptäcktes den 24 maj 1997 av den amerikanske astronomen Norbert Ehring i Bornheim. Den är uppkallad efter amatörastronomen Werner Bonk.